# Машо (Арденны)
Машо́ (фр. Machault) — коммуна во Франции, находится в регионе Шампань — Арденны. Департамент коммуны — Арденны. Административный центр кантона Машо. Округ коммуны — Вузье.
Код INSEE коммуны — 08264.
Коммуна расположена приблизительно в 170 км к востоку от Парижа, в 50 км севернее Шалон-ан-Шампани, в 50 км к югу от Шарлевиль-Мезьера.

## Население
Население коммуны на 2008 год составляло 497 человек.
| 1962 | 1968 | 1975 | 1982 | 1990 | 1999 | 2008 |
| ---- | ---- | ---- | ---- | ---- | ---- | ---- |
| 523  | 551  | 511  | 440  | 459  | 437  | 497  |

## Экономика
В 2007 году среди 303 человек в трудоспособном возрасте (15—64 лет) 222 были экономически активными, 81 — неактивными (показатель активности — 73,3 %, в 1999 году было 68,3 %). Из 222 активных работали 199 человек (119 мужчин и 80 женщин), безработных было 23 (9 мужчин и 14 женщин). Среди 81 неактивных 22 человека были учениками или студентами, 29 — пенсионерами, 30 были неактивными по другим причинам.

## Достопримечательности
- Церковь Свв. Петра и Павла (XII век). Исторический памятник с 1919 года.[3]

## Награды
- Военный крест (1914—1918). Награждён указом от 1 марта 1921 года.

## Фотогалерея

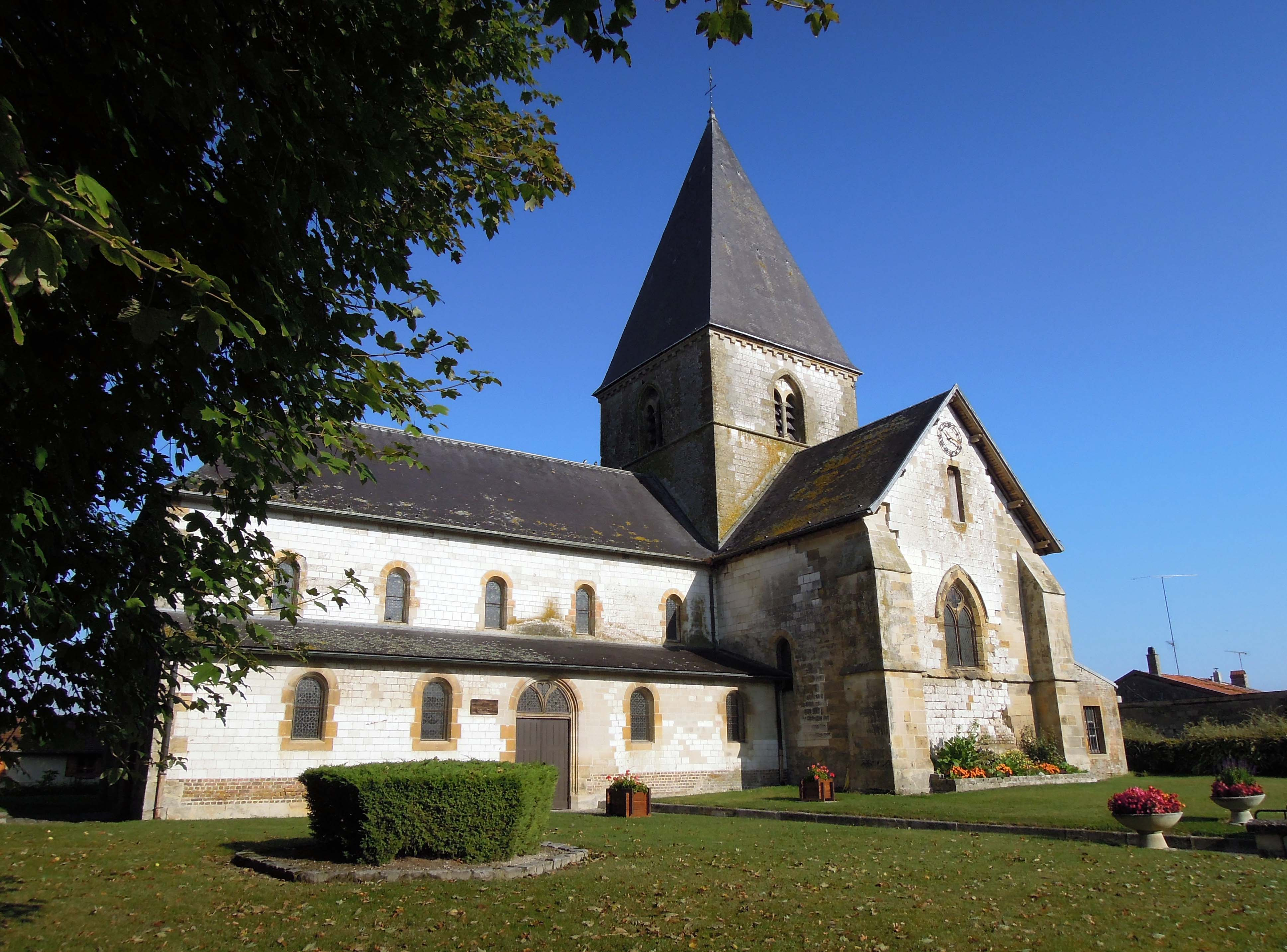
Церковь
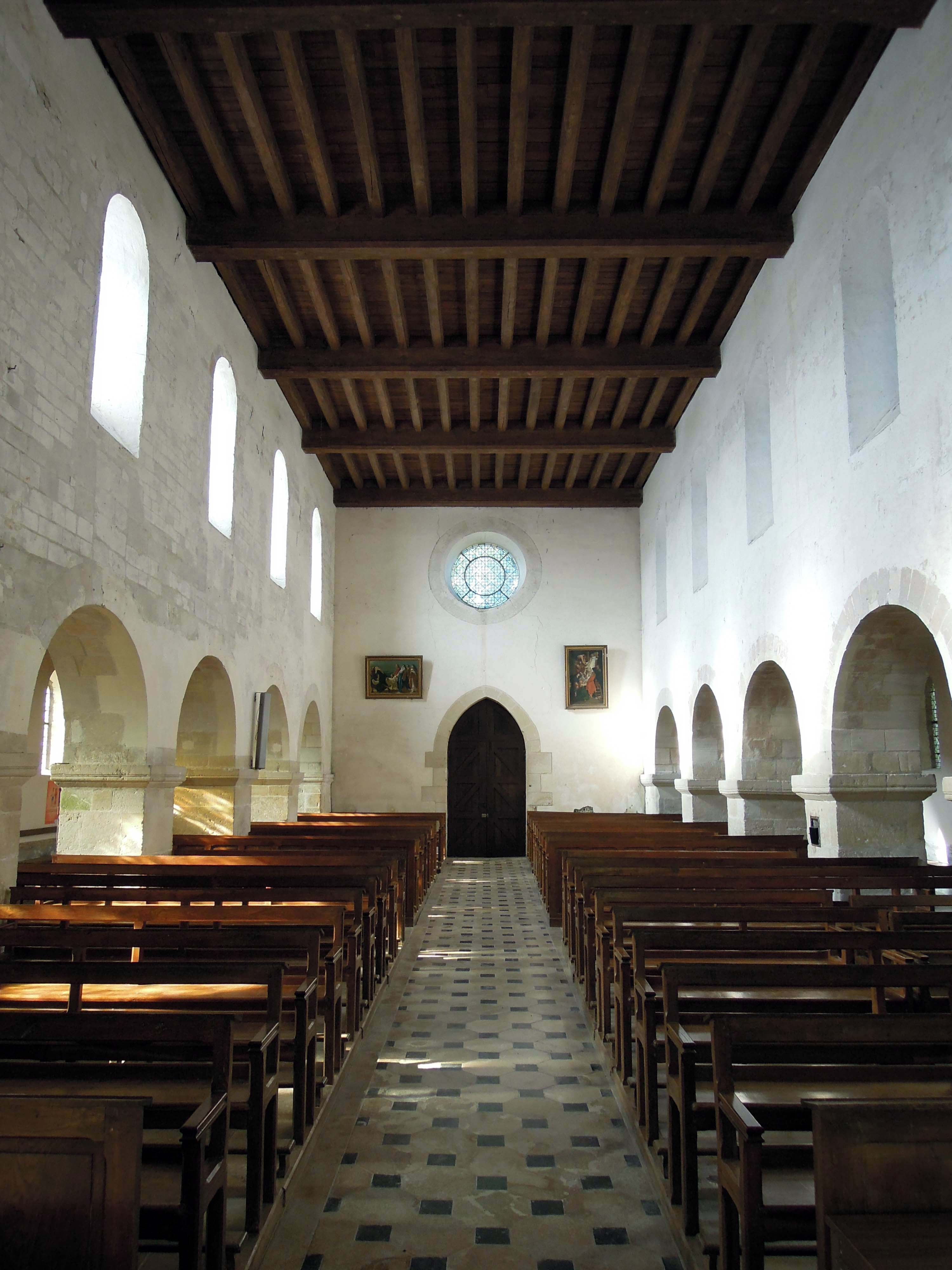
Интерьер церкви
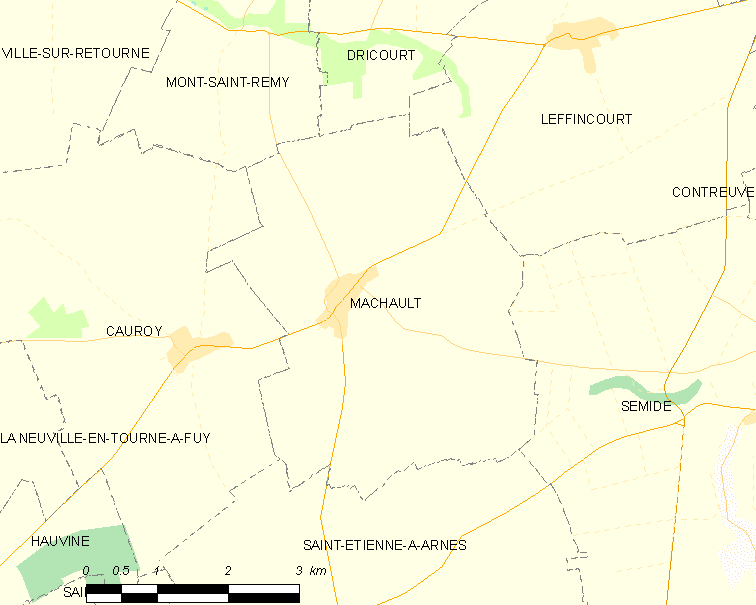
Карта коммуны